# Ермаков, Николай Егорович
Николай Егорович Ермаков (7 января 1924, Михайловка, Курская губерния — 5 декабря 2004, Антрацит, Луганская область) — разведчик 34-й отдельной гвардейской разведывательной роты 35-й гвардейской стрелковой дивизии, гвардии красноармеец — на момент представления к награждению орденом Славы 1-й степени.

## Биография
Родился 7 января 1924 года в селе Михайловка Черемисиновского района Курской области. В 1939 году окончил 9 классов. Работал переписчиком вагонов на станции Дебальцево Донецкой железной дороги.
В Красной Армии с 1942 года. На фронте в Великую Отечественную войну с ноября 1942 года. В составе 1-й гвардейской, 6-й и 8-й гвардейской армий воевал на Юго-Западном и 3-м Украинском фронтах. Участвовал в Сталинградской битве, наступлении на донбасском направлении, в Харьковской оборонительной операции, освобождении Левобережной Украины. За форсирование Днепра в районе села Войсковое награждён медалью «За отвагу».
В ноябре 1943 года 35-я гвардейская стрелковая дивизия вела наступление от Днепра в направлении на Апостолово с целью отсечения никопольской группировки противника.
Разведчик 34-й отдельной гвардейской разведывательной роты гвардии красноармеец Ермаков при выполнении задания в составе разведывательной группы 25 ноября в районе села Александровка напал на боевое охранение противника, уничтожил гитлеровца и доставил в штаб полка ценные документы.
26 ноября, действуя в составе группы захвата, первым ворвался в окоп противника, уничтожил двух противников и одного взял в плен.
Приказом по 2-й гвардейской армии от 11 февраля 1944 года гвардии красноармеец Ермаков награждён орденом Славы 2-й степени.
19 декабря 1943 года, выполняя задание по разведке противника, Ермаков с группой в районе села Любимовка обнаружил двигавшийся по дороге автомобильный тягач с пушкой. Организовав засаду, он забросал его гранатами, уничтожив ещё и шесть противников из расчёта пушки, а затем подорвал само орудие.
Приказом командира 35-й гвардейской стрелковой дивизии от 28 декабря 1943 года за мужество, проявленное в боях с врагом, гвардии красноармеец Ермаков награждён орденом Славы 3-й степени.
После разгрома никопольско-криворожской группировки противника Н. Е. Ермаков участвовал в Березнеговато-Снигирёвской операции, освобождении Одессы, боях на Днестре. В июне 1944 года дивизия была переброшена под Ковель и вошла в состав 1-го Белорусского фронта. Войска форсировали реки Западный Буг и Висла.
В ночь на 15 августа 1944 года в ходе боёв за расширение магнушевского плацдарма Ермаков у высоты 132,1 подорвал дзот противника с его гарнизоном в составе пулемётного расчёта и четырёх автоматчиков.
Указом Президиума Верховного Совета СССР от 24 марта 1945 года за мужество, отвагу и героизм, проявленные в борьбе с захватчиками, гвардии красноармеец Ермаков Николай Егорович награждён орденом Славы 1-й степени.
В дальнейшем он участвовал в Висло-Одерской и Берлинской операциях. После войны демобилизован. Жил в городе Антрацит Луганской области. Работал токарем на ремонтном заводе.
Награждён орденами Отечественной войны 1-й степени, Славы 1-й, 2-й и 3-й степени, медалями.